# Sus oliveri
Sus oliveri je málo známý druh prasete z rodu Sus, vyskytuje se výhradně na filipínském ostrově Mindoro.

## Systém
Historicky byly všechny populace prasat na Filipínách přiřazovány ke dvěma druhům. Prasata ze západních Filipín byla přisuzována druhu prase vousaté (Sus barbatus), zatímco populace z Visajských ostrovů a východních Filipín se řadily ke druhu prase celebeské (Sus celebensis). V roce 1981 nicméně tento systém zpochybnil Colin Groves, podle něhož se populace ze středních a východních Filipín zdály být příbuzné prasatům vousatým spíše než prasatům celebeským. Později také vyšlo najevo, že se obě populace liší i od sebe navzájem. Na základě předchozích zjištění začaly být tyto populace prozatímně hodnoceny coby dva poddruhy prasete vousatého, Sus barbatus cebifrons (později samostatný druh prase visajanské) a Sus barbatus philippensis (později samostatný druh prase filipínské). Prase Sus oliveri bylo v roce 1997 uznáno nejprve jako poddruh prasete filipínského, roku 2001 bylo Grovesem osamostatněno na samostatný druh.
Ostrov Mindoro je obklopen hlubokými mořskými vodami a i během výkyvů mořské hladiny v průběhu pleistocénu pravděpodobně zůstal odizolován od sousedních ostrovů, a vývoj zde tedy probíhal samostatně.

## Popis
Prase Sus oliveri je známo pouze na základě čtyř lebek a preparované hlavy (tento materiál je jako holotyp druhu schraňován v chicagském Field Museum). Na základě dochovaného materiálu se zdá, že druh dosahuje podobné celkové velikosti jako prase filipínské, avšak liší se vysoce protaženými obličejovými kostmi. Obecně je však o druhu známo jen velmi málo informací. Je endemitem ostrova Mindoro, kde pravděpodobně přežívá ve zbývajících porostech lesů a houštin. Ve volné přírodě je však pozorován pouze zřídkavě a znalosti o jeho chování a biologii jsou minimální. Celkový stav populace je rovněž neznámý. Mezinárodní svaz ochrany přírody druh hodnotí jako zranitelný taxon.